# Alleucosma vidua
Alleucosma vidua är en skalbaggsart som beskrevs av Franz Antoine 1989. Alleucosma vidua ingår i släktet Alleucosma och familjen Cetoniidae. Inga underarter finns listade i Catalogue of Life.